# Charles Daniels
Charles Meldrum Daniels (24 de março de 1885 - 9 de agosto de 1973) foi um nadador norte-americano de competição, oito vezes medalhista olímpico e detentor do recorde mundial em duas provas de nado livre. Daniels foi um inovador do estilo de natação front crawl, inventando o "American crawl".
Daniels começou sua carreira de nadador no New York Athletic Club em 1903. Nas Olimpíadas de 1904 em St. Luis, Missouri, Daniels se tornou o primeiro americano a ganhar uma medalha olímpica, ganhando medalhas de ouro nas provas de estilo livre de 220 e 440 jardas. Quatro anos depois, nas Olimpíadas de 1908 em Londres, Daniels ganhou o ouro nos 100 metros livres. Daniels foi introduzido no International Swimming Hall of Fame como um "nadador de Honra" em 1965.